# Зелений Колодязь
Зелений Колодязь — село в Україні, у Новопокровській селищній громаді Чугуївського району Харківської області. До 2020 року орган місцевого самоврядування — Введенська селищна рада.
Населення становить 650 осіб.

## Географія
Село Зелений Колодязь знаходиться на лівому березі річки Роганка, вище за течією на відстані 2 км розташоване село Світанок, нижче за течією на відстані 1 км розташоване село Тернова. До села примикають кілька масивів садових ділянок. Поруч проходить залізниця, найближча залізнична станція Зелений Колодязь.

## Історія
Село було засноване у 1896 році. Назва була запозичена у сусіднього села Зауддя.
12 червня 2020 року, відповідно до Розпорядження Кабінету Міністрів України № 725-р «Про визначення адміністративних центрів та затвердження територій територіальних громад Харківської області», увійшло до складу Новопокровської селищної громади.
17 липня 2020 року, в результаті адміністративно-територіальної реформи та ліквідації колишнього Чугуївського району, увійшло до складу новоутвореного Чугуївського району Харківської області.

## Населення

### Мова
Розподіл населення за рідною мовою за даними перепису 2001 року:
| Мова       | Кількість | Відсоток |
| ---------- | --------- | -------- |
| українська | 339       | 52.15%   |
| російська  | 311       | 47.85%   |
| Усього     | 650       | 100%     |